# برسیه

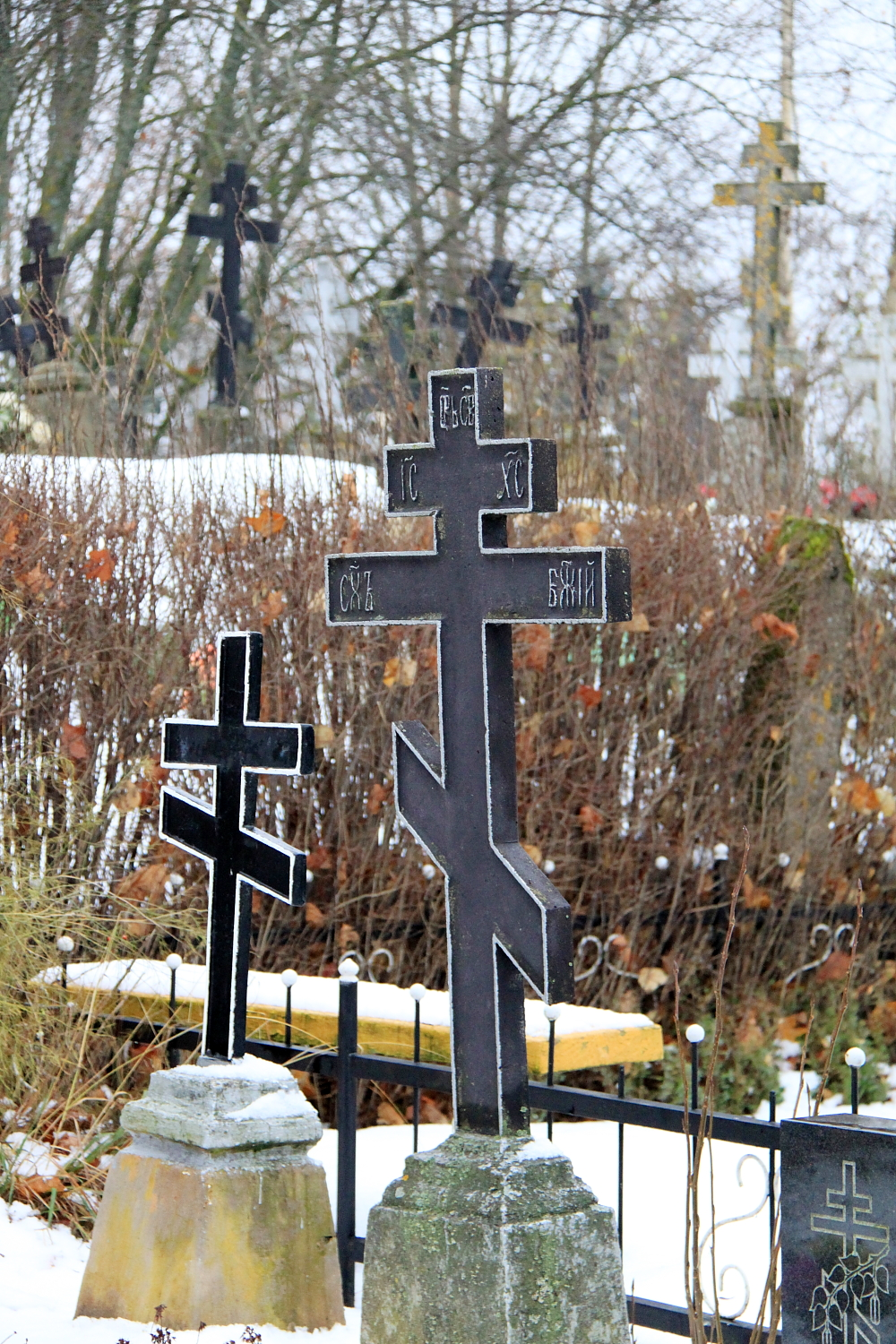
قبرستان ارتدکس‌ها در برسه

برسیه (به انگلیسی: Beresje) یک روستا در دهستان ستوما، شهرستان وورو در جنوب شرقی کشور استونی است.
روستای برسیه نمایانگر یک روستای مرسوم ماهیگیری است که در آن همه خانه‌ها در ردیف‌هایی موازی با ساحل دریاچه پیه‌کوا ساخته شده‌اند. این روستا برای اولین بار در سال ۱۵۸۲ معرفی شد و متعلق به منطقه پولودا بود. فعالیت اصلی مردم این روستا ماهیگیری (عمدتاً به روش اسپارلینگ) و فرآوری ماهی است. اعتقاد بر این است که نام این روستا از کلمه روسی berjoza گرفته شده‌است.
برسیه تنها روستای ستوما است که هنوز هم معتقدان قدیمی یا «ستاروور» در آن زندگی می‌کنند. در انتهای روستا یک قبرستان روستایی وجود دارد که مقبره پیر مؤمنان را نیز در خود جای داده‌است. برسیه مره دریاچه به جا مانده از دریاچه پیپسی است.
قبل از اصلاحات اداری دولت‌های محلی استونی در سال ۲۰۱۷، این روستا متعلق به شهرداری روستایی میکیتامئه و شهرستان پولوا بود.